# David Klöcker Ehrenstrahl
David Klöcker Ehrenstrahl (født 25. april 1628 i Hamburg, død 23. oktober 1698 i Stockholm) var en svensk maler. 

## Liv og virke
Klöcker var først kancelliembedsmand og i den egenskab med til fredsslutningerne i Münster og Osnabrück. Men i Amsterdam lærte han maleri hos J. Jacobsz og kom omkring 1651 til Sverige og malede kort efter et stort rytterbillede af K.G. Wrangel (Skokloster). Særlig ved den kunstelskende Maria Eleonoras velyndest kunne han foretage en omfattende studierejse over Tyskland, hvor han i Nürnberg traf Sandraert (der senere i sit værk roser Klöcker som en af datidens bedste kunstnere), til Italien, hvor han dvælede længe i Venedig og i Rom. Her under et femårigt ophold vejledt af da Cortona. I 1661 vendte han tilbage til Sverige og steg nu højt til vejrs, blev samme år hofkontrafejer, adlet i 1674 under havnet von Ehrenstrahl, blev 1690 hofintendant og overvældedes med bestillinger, således fra Hedvig Eleonora på en række allegoriske billeder ("H. Eleonoras Formæling", "Karl XI's Fødsel" etc.) til Drottningholm, der lige som Gripsholm ejer mængder af Klöckers arbejder.

## Kunstværker
Blandt hans talrige pompøse og dekorativt virkningsfulde, men ofte tomme og i emner højst utydelige allegorier er det mægtige loftsbillede i Riddarhuset (1674), Klöckers største og første betydelige værk, de to kolossale "Korsfæstelsen" (1695) og "Dommedag" (1696) nu i Stockholms Storkyrka. Kun sjælden i Klöckers kunst sprænger den rent historiske fremstilling allegoriens omsvøb, som i Karl XI's og Ulrika Eleonoras Kroning (Drottningholm), tegningssuiten: Certamen equestre (1686), der gengiver højtidelighederne ved Karl XI's kroning (og lige som adskillige malerier er stukket i kobber af Eimmart), og de otte gengivelser af Disas historie til Venngarns Slot. 
I portrætfaget, i hvilket Klöcker en tid synes påvirket af Rubens, blev han også stærkt sysselsat: til hans solideste portrætter regnes E. Dahlberg (Upsala Kunstmuseum), det ejendommelige "Brunnsmästeren i Medevi och hans söner" (1683, Gripsholm), flere billeder af Karl XI. 
Alsidig som Klöcker var, malede han også dyrestykker (i hollandsk stil), raderede nogle blade til "Certamen") og skrev om kunst blandt andet "Die vornehmsten Schildereyen, welche in d. Pallästen d. Kgr. Schweden zu sehen sind" (1694). 
Selvportrætter af Klöcker findes i Firenze, Stockholm og Upsala. 

## Banebryder i svensk kunst
Klöcker, en eklektiker og fortsætter af da Cortona’s forfaldskunst, en rutinemaler, der til sidst arbejdede helt værkstedsmæssig med en stab af lærlinge, har dog brudt bane i svensk kunst, tilført denne en hidtil ukendt malerisk færdighed i fordeling af lys og skygge og i farvepåsætningens lysende effekt og desuden i adskillige af sine portrætter vist vejen til et ærligt naturstudium. De mange stik efter hans værker vidner nok som om det store ry, han nød hos samtiden. Klöcker skrev selv "Kurzer Uebersicht, Observationes u. Regulen von der Mahlerey" (udgivet 1918 af G. Silfverstolpe). I Rosenborg-samlingen portræt af Ulrika Eleonora (1681), Hedvig Eleonora og Frederik IV, andre i Frederiksborgmuseet.